# Широкий переулок
Широ́кий переу́лок — улица в Октябрьском и Индустриальном районах Ижевска. Проходит от набережной Зодчего Дудина до Козьего парка.

## География
С востока улица ограничена Ижевским прудом и набережной Зодчего Дудина. Нумерация домов ведётся с запада на восток.

## История
Оконные наличники с изображением кузнечных клещей на старых домах в Широком переулке
Известно, что Широкий переулок носил своё название и до Революции. Это одна из немногих улиц, сохранивших своё историческое наименование. Документально подтверждено существование переулка на 1 января 1918 года.
В начале переулка Широкого селились лучшие мастера оружейного завода, которые вели сельский образ жизни и выполняли подряды на дому. В угловом доме у самой набережной стоит дом потомственного оружейника Алексея Николаевича Вознесенского. В одном из домов Широкого переулка жил первый мэр Ижевска Иван Пастухов. В несуществующем ныне доме на перекрёстке улицы Горького и переулка Широкого родился и жил с 1920 по 1950 год знаменитый оружейник-конструктор Евгений Фёдорович Драгунов.
После застройки центра Ижевска переулок перестал «оправдывать» своё название, став довольно узким по современным меркам. Рядом с Широким переулком находятся Верхний Узенький и Нижний Узенький. Последний в 1918 году был переименован в Интернациональный переулок.

## Примечательные здания и сооружения
На перекрёстке Широкого переулка и улицы Коммунаров находится Крестовоздвиженская часовня.

## Галерея

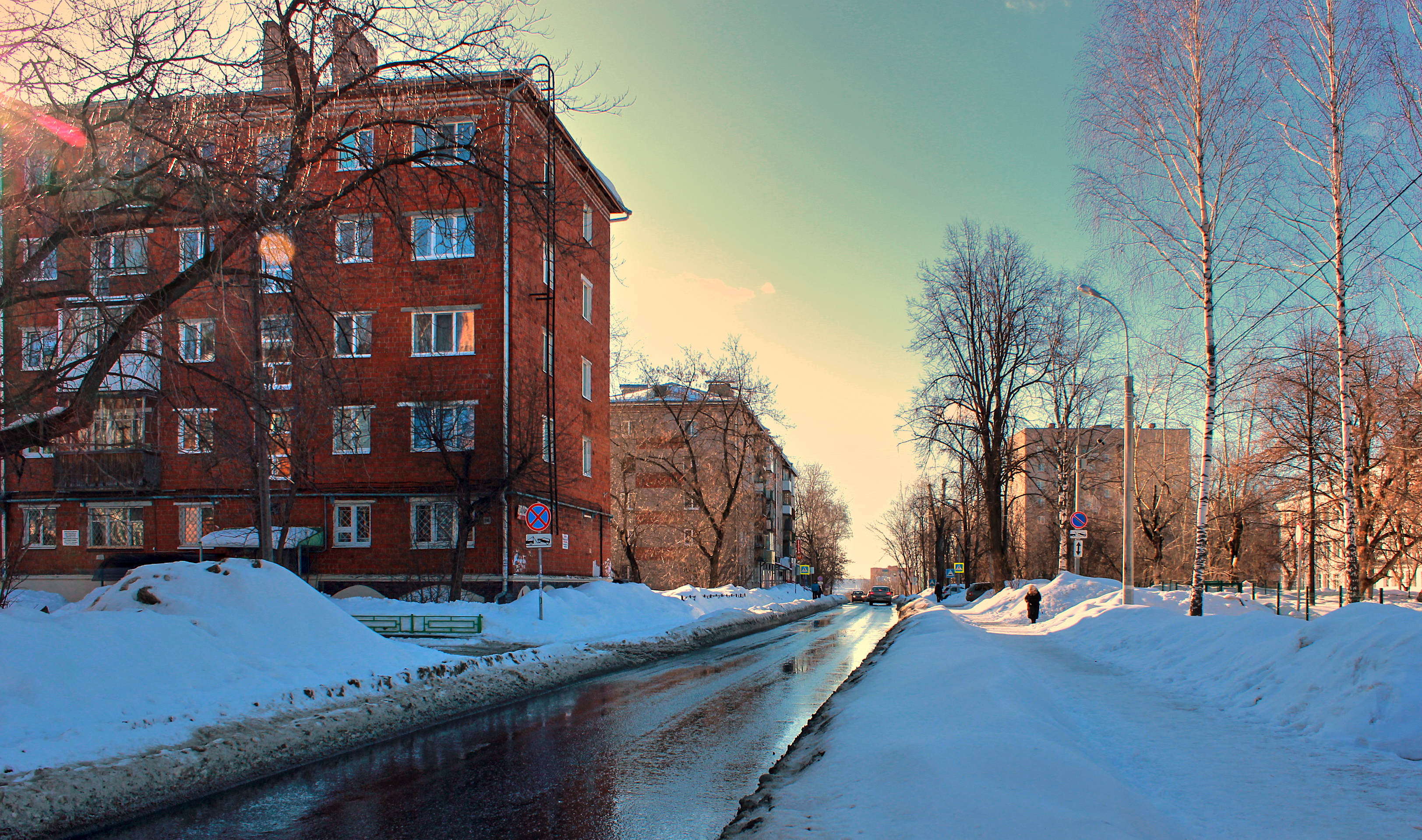
Переулок к востоку от улицы Коммунаров
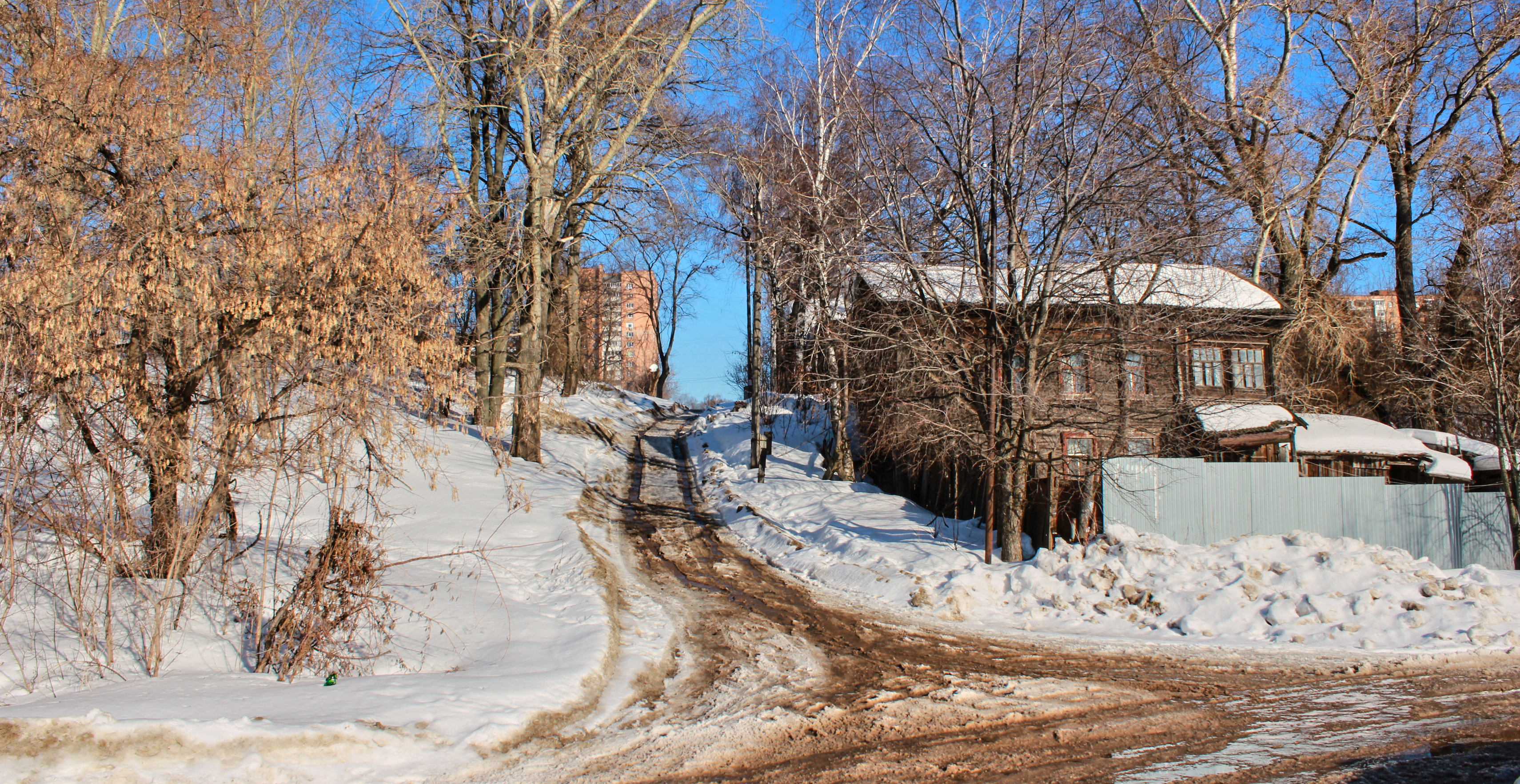
Перекрёсток с набережной Зодчего Дудина
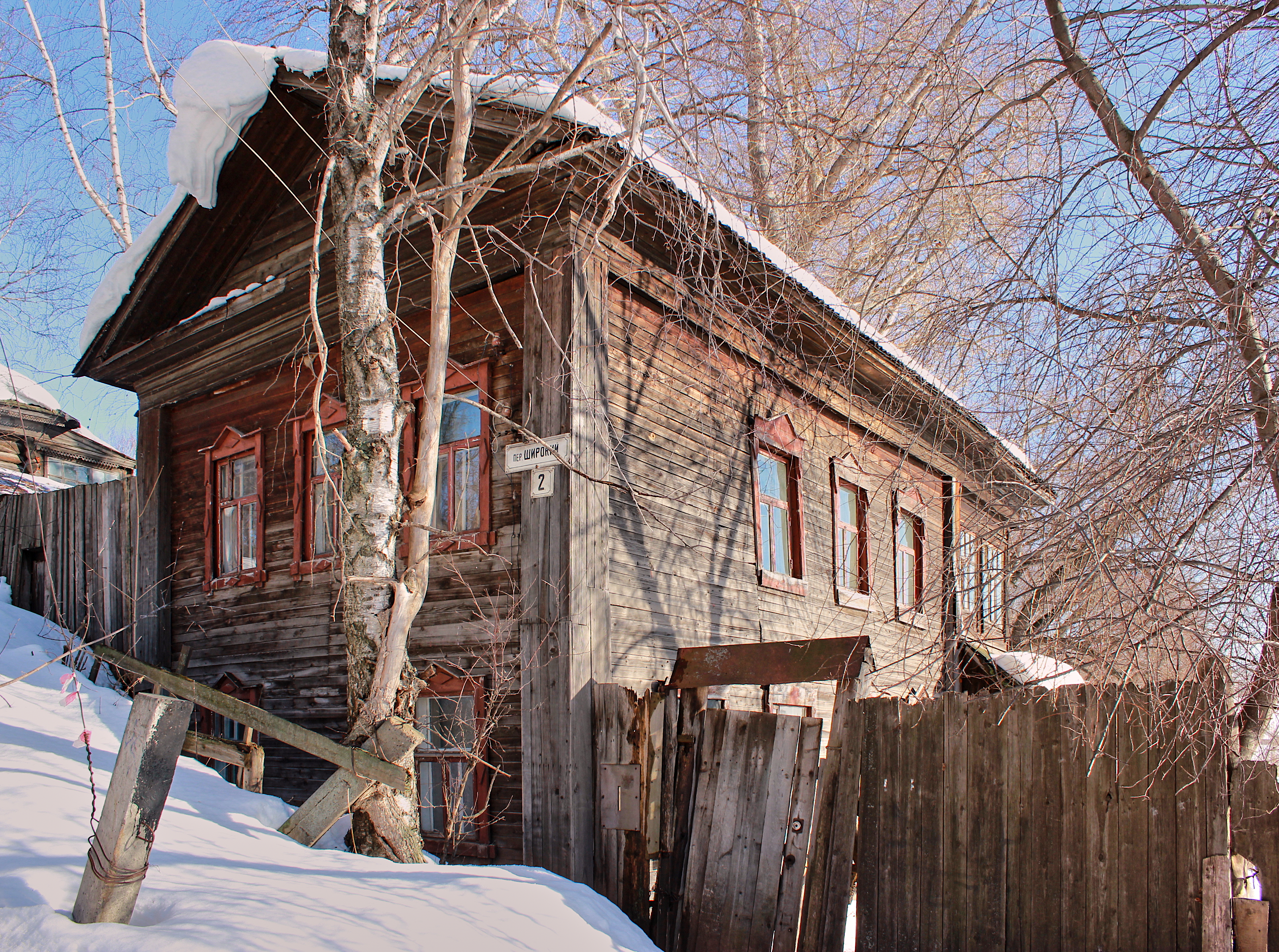
Постройки в начале переулка
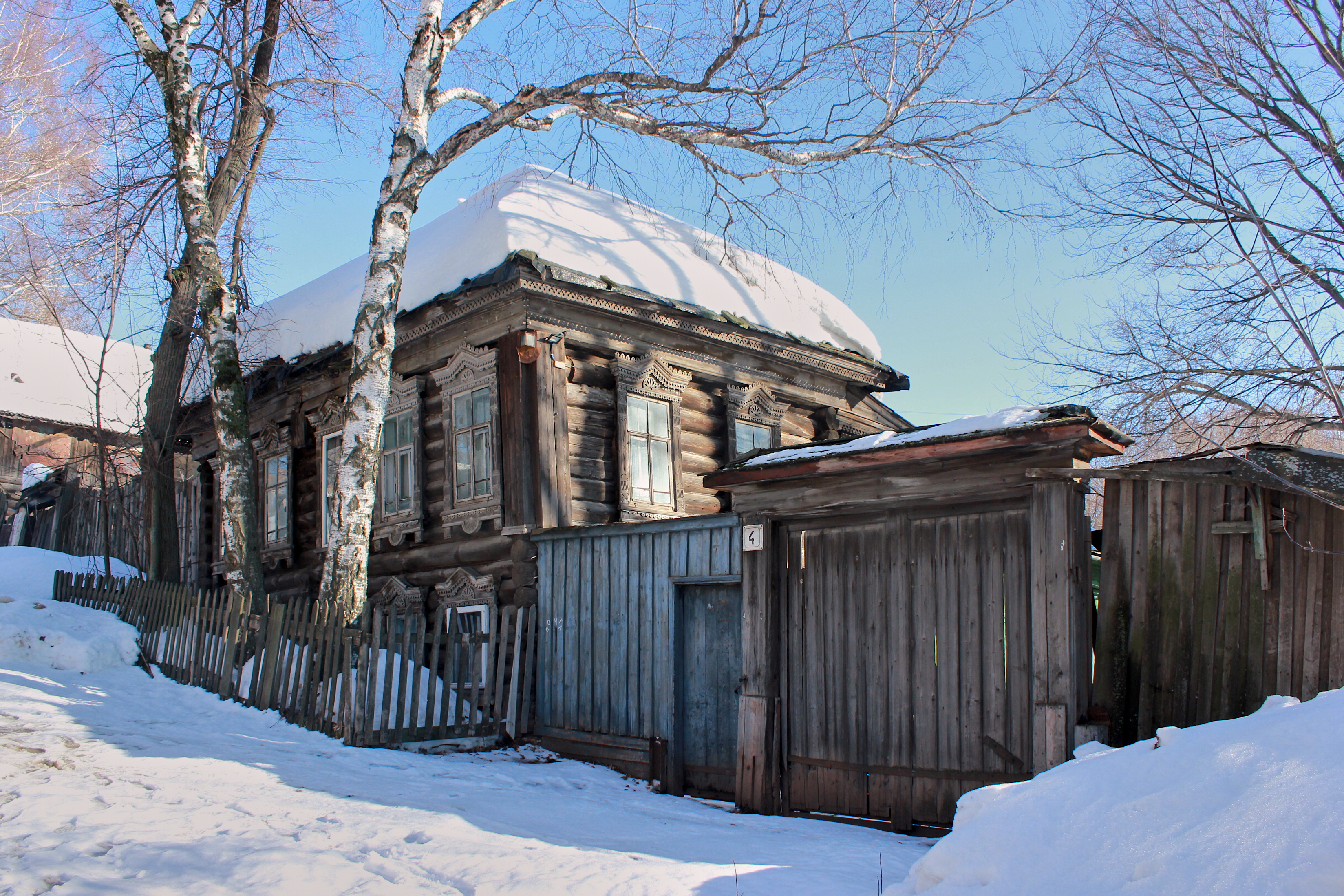
Постройки в начале переулка
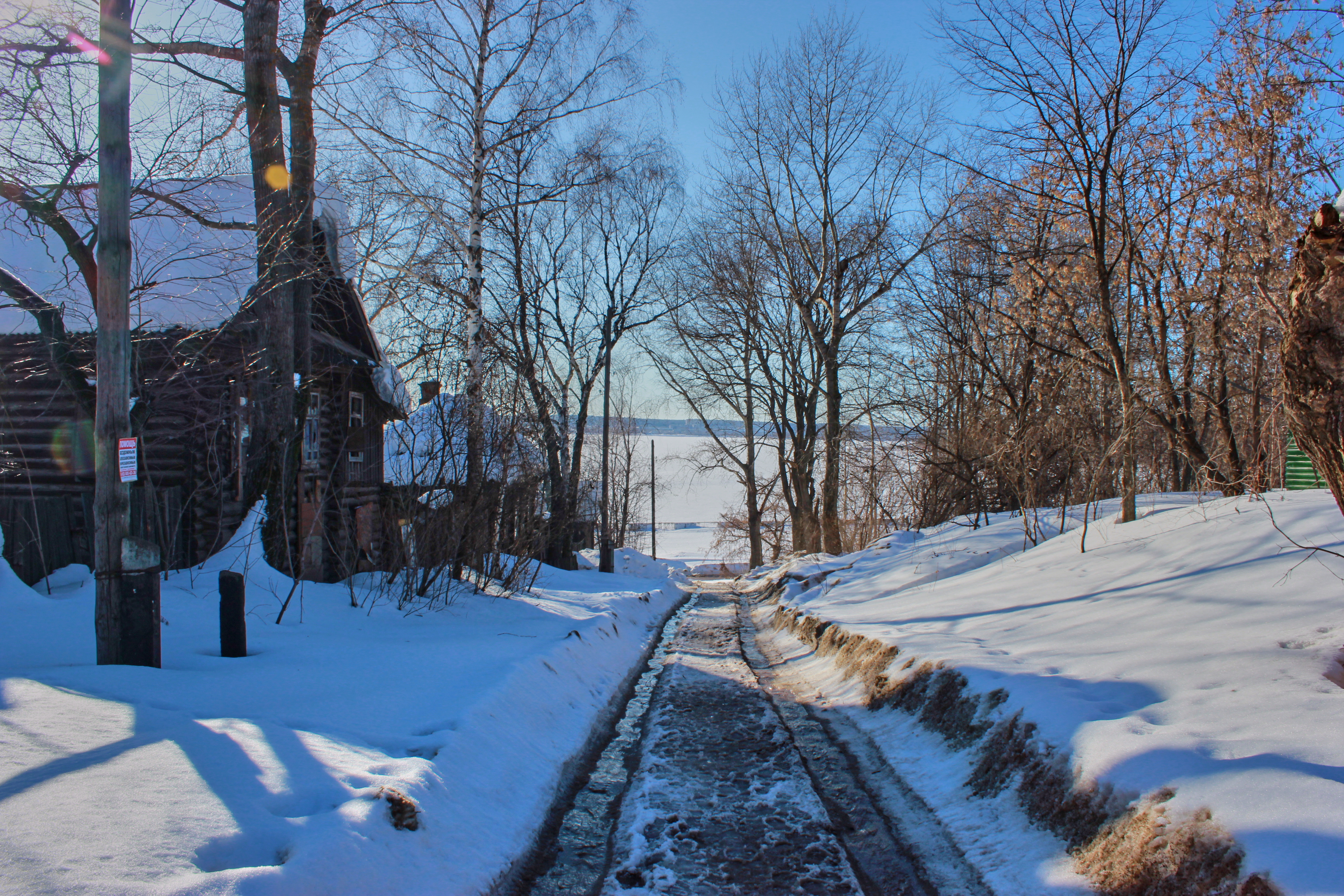
Вид на запад, в сторону пруда
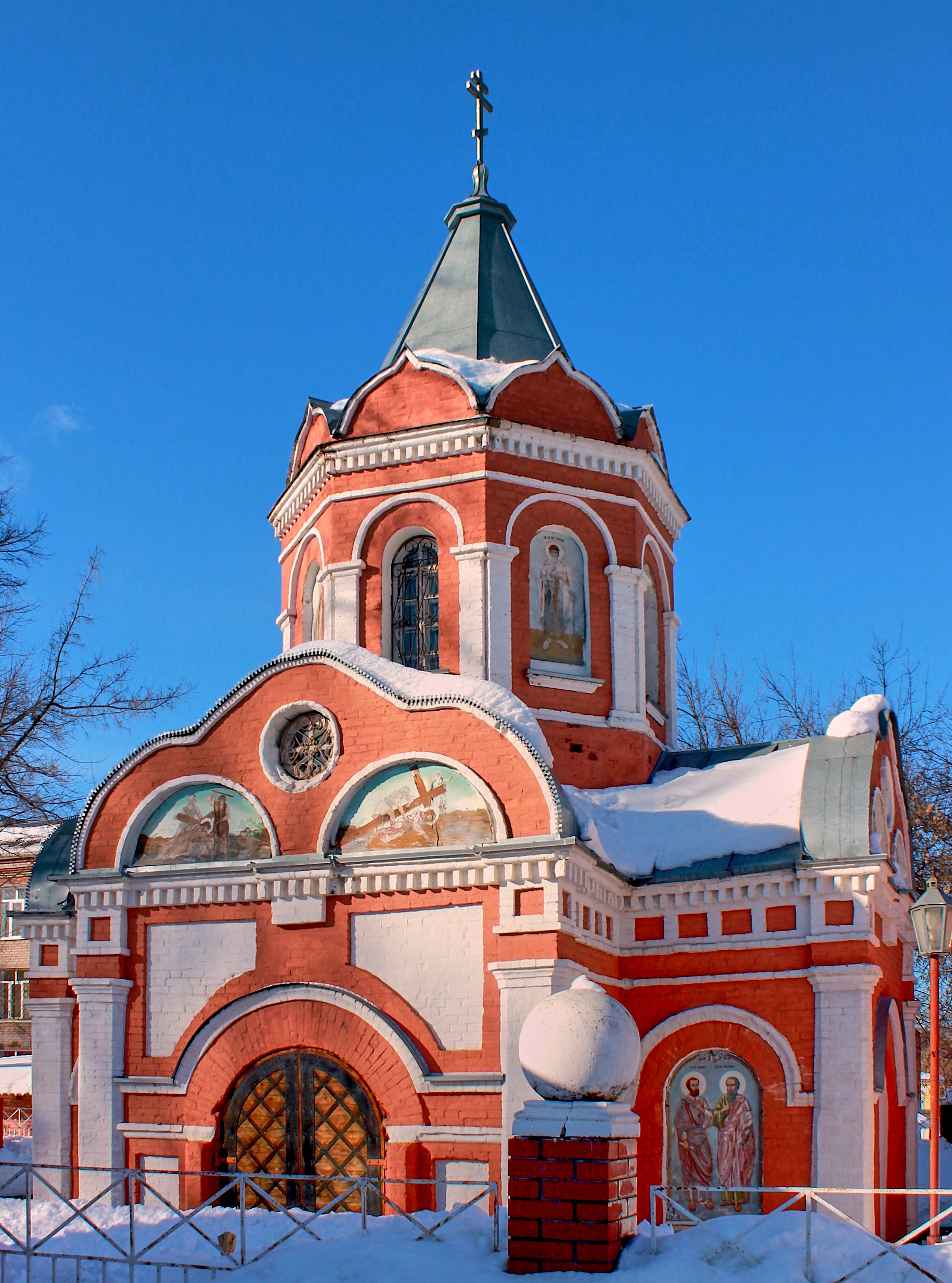
Крестовоздвиженская часовня